# Walter Scott (schrijver)
Walter Scott (Edinburgh, 14 augustus 1771 – Abbotsford House, Abbotsford, 21 september 1832) was een Schots dichter en schrijver, vooral bekend door zijn historische romans. Met Waverley (1814), de eerste van een reeks waartoe ook Ivanhoe behoort, schreef hij de eerste historische roman.

## Leven
Scott werd geboren als zoon van een advocaat. Op tweejarige leeftijd overleefde hij polio, maar bleef daardoor wel de rest van zijn leven verlamd aan het rechterbeen. Hij werd aanvankelijk voor een belangrijk deel opgevoed door zijn tante Jenny, die met hem meereisde naar diverse kuuroorden en hem ook belangstelling bijbracht voor oude Schotse verhalen en balladen. Na een privéopleiding begon Scott in 1783, op 12-jarige leeftijd met een klassieke studie aan de Universiteit van Edinburgh. Aansluitend studeerde hij rechten en begon in 1792, net als zijn vader, een loopbaan in de advocatuur.
Na een aantal niet beantwoorde liefdes, die hem zijn leven lang niet meer zouden loslaten, huwde hij in 1797 met Charlotte Mary Carpenter, de dochter van een Frans refugé. Hij werd in 1799 sheriff van Selkirkshire en later griffier van de hoogste Schotse rechtbank, posten die hij tot het einde van zijn leven zou bekleden.

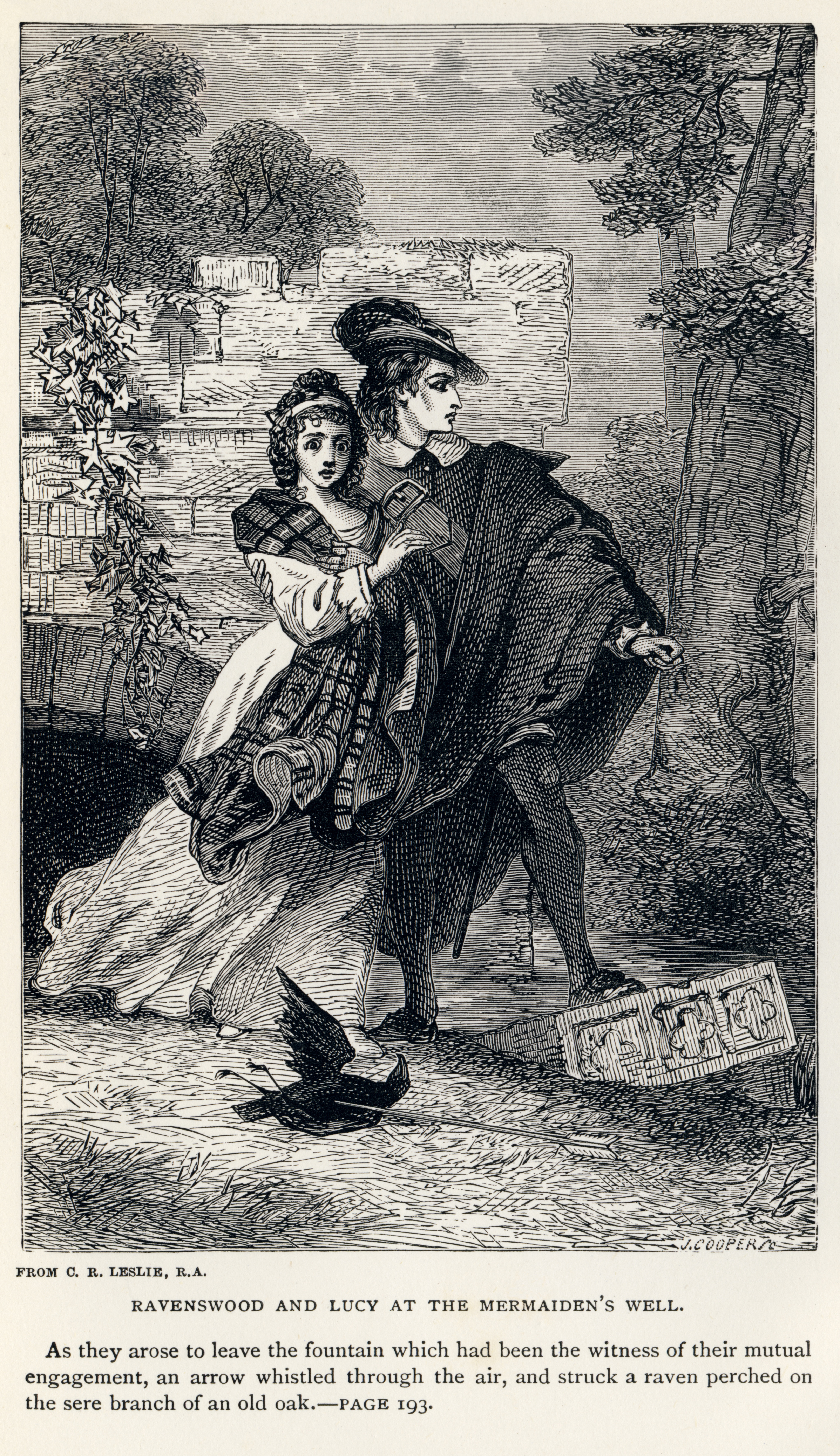
Lucy en Ravenswood in The Bride of Lammermoor

## Werk
Scotts eerste literaire activiteiten betroffen vertalingen uit het Duits, onder andere Götz von Berlichingen van Goethe (1799). Zijn eerste succes had hij met poëtisch werk, met name met zijn driedelige The Minstrelsy of the Scottish Border (1802-1803) – een verzameling historische balladen – en de lange gedichten The Lay of the Last Minstrel (1805), Marmion (1808), The lady of the lake (1810), Rokeby (1813) en The lord of the isles (1815), alle over historische Schotse gebeurtenissen.
Met het verschijnen van The Lady of the Lake (1809), een geromantiseerd verhaal over de ontmoeting van koning James V met de dochter van zijn vijand Ellen Douglas, begon zijn roem als romanschrijver en verhalenverteller. Deze roem steeg tot grote hoogten met het verschijnen van een lange reeks historische romans, die in twee categorieën verdeeld kunnen worden: op de eerste plaats de romans die zich bezighouden met de Schotse geschiedenis, door Scott Tales of my Landlord genaamd; hieronder vallen onder andere The Heart of Midlothian (1818, het verhaal van de valselijk van kindermoord beschuldigde Effie Deans tegen de achtergrond van de Porteous-oproer van 1736), en The Bride of Lammermoor (1819, het tragische liefdesverhaal van Lucy Ashton en de vijand van haar familie Edgar Ravenswood). Op de tweede plaats schreef hij een groot aantal romans die ontleend zijn aan de Engelse en continentale geschiedenis, de Waverley-romans genaamd, waarvan Ivanhoe (1820), Kenilworth (1821, over Amy Robsart) en Quentin Durward (1823) het meest bekend zijn.
In 1826 kreeg Scott te maken met een grote financiële schuld, ontstaan na het bankroet van de uitgeverij Ballantyne, waarvoor hij mede aansprakelijk was. Dit leidde tot een steeds snellere productie, waar de kwaliteit van zijn latere romans nadrukkelijk onder te lijden had. Er wordt wel gezegd dat zijn grote literaire productie aan het einde van zijn leven zijn dood mede heeft bespoedigd. Na zijn dood konden zijn erfgenamen evenwel zijn schuld volledig delgen met de verkoop van zijn auteursrechten.

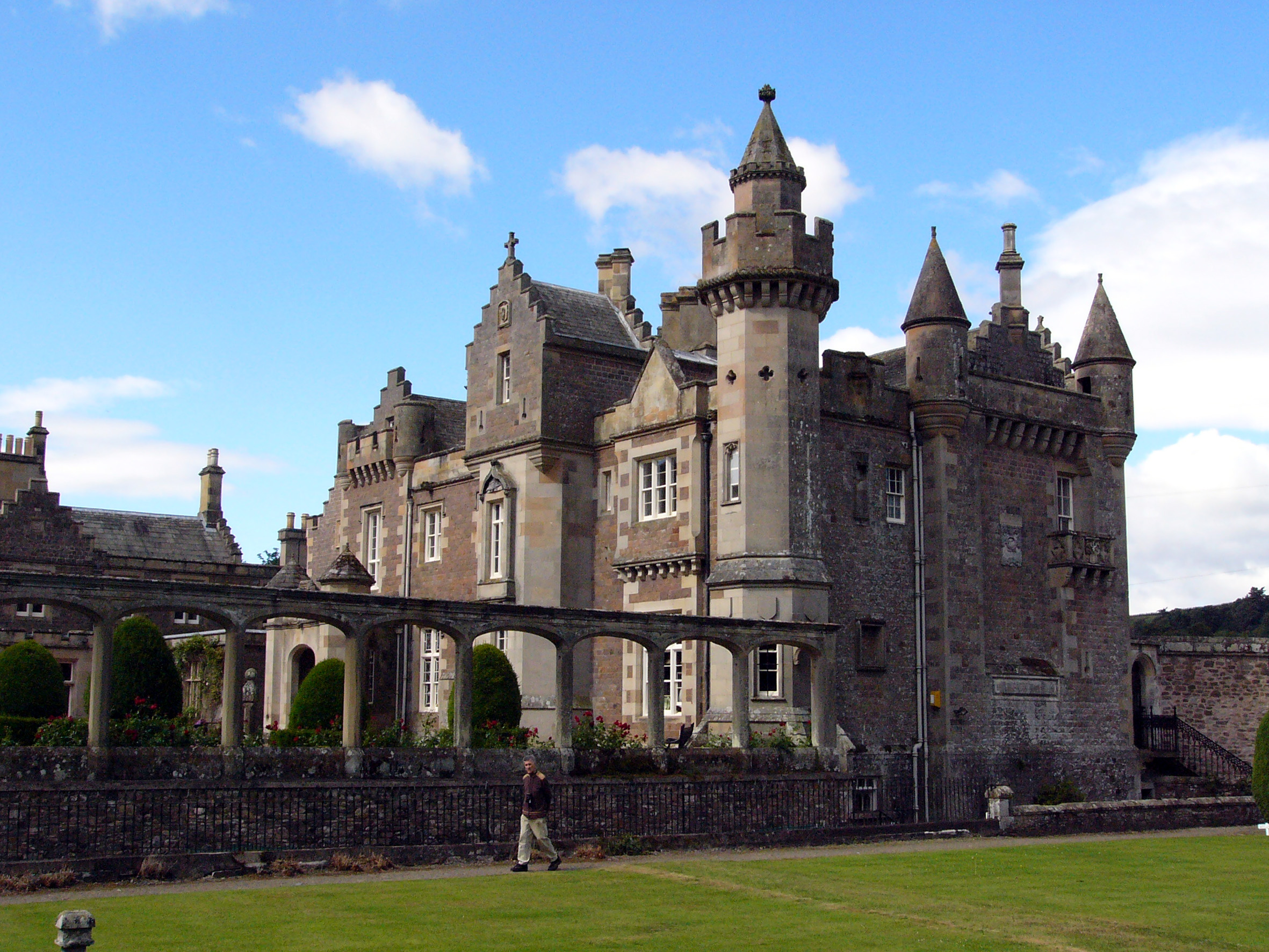
Scott’s Abbotsford House

Sir Walter Scott is overleden in zijn huis Abbotsford House en ligt begraven – zoals het zijn wens was – in een tombe op het terrein van Dryburgh Abbey, gelegen aan de rivier de Tweed in de regio Scottish Borders.

## Waardering

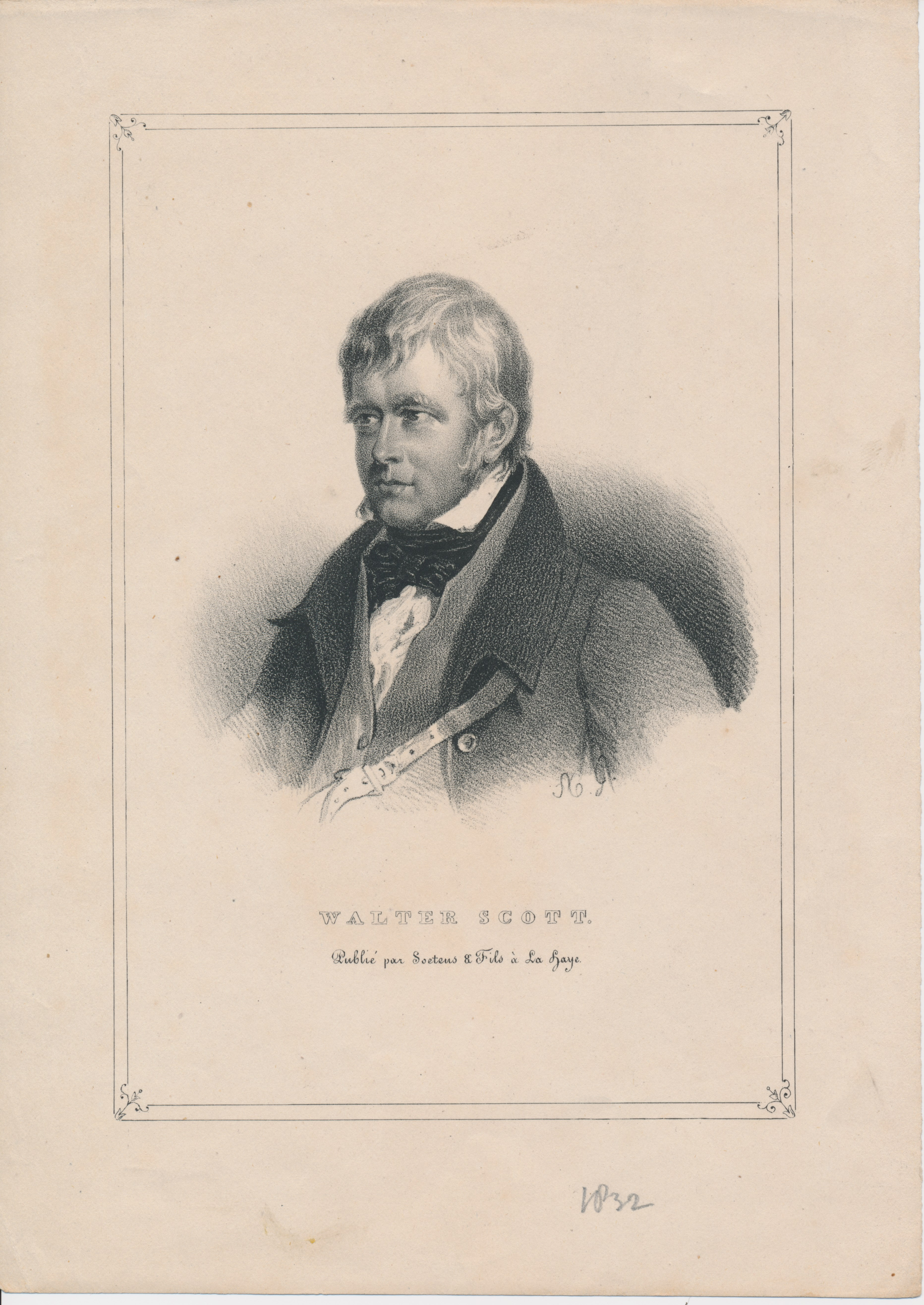
Gravure van Scott, ca. 1830-1845.

Scott werd reeds tijdens zijn leven gezien als een der grootste schrijvers uit de wereldliteratuur. Hij heeft grote invloed gehad op latere literaire grootheden als Victor Hugo, Alexandre Dumas père, Aleksandr Poesjkin, Lev Tolstoj, Alessandro Manzoni en in België Hendrik Conscience. Naar hedendaagse maatstaven worden zijn romans vaak als te lang ervaren, met te veel zijpaden en wel erg conventionele, vaak aangeplakte eindes. Er is weinig aandacht voor suggestieve en psychologische aspecten. Ondanks de romantische context waarin hij zijn helden plaatst accepteert hij de mensen zoals ze zijn, zonder veel ontwikkeling. Zijn werken kenmerken zich daarentegen nog steeds door veel beweging en pathos. Scott is een rasverteller en met name ook in bewerkingen voor de jeugd en als basis voor verfilmingen hebben veel van zijn boeken de tand des tijds tot op de dag van vandaag weten te doorstaan.
Na zijn dood werd een wedstrijd uitgeschreven om een monument voor hem te ontwerpen. Dit Scott Monument werd uiteindelijk tussen 1840 en 1844 gebouwd in Princes Street Gardens in Edinburgh.
Sinds 2010 wordt in Schotland jaarlijks de Walter Scott Prize for Historical Fiction toegekend aan de beste historische roman die het voorafgaande jaar verscheen in het Verenigd Koninkrijk, Ierland of het Britse Gemenebest.

#### Waverley romans
- Waverly, or 'T is sixty years since (1814). Vertaald als: Waverleij, of Zestig jaar geleden[a][b] (1824)
- Guy Mannering (1815). Vertaald als: Guy Mannering, of De sterrewigchelaar[c] (1824-1825)
- The Antiquary (1816). Vertaald als: De oudheidskenner[d] (3 delen, 1825)
- Old Mortality (1816). Vertaald als: De oude pelgrim (Old mortalitij)[e] (1824)
- Rob Roy (1817). Vertaald als: Robbert Roodhaar[f] (1826)
- The Heart of Midlothian (1818). Vertaald als: Het hart van Mid-Lothian, of De gevangenis van Edenburg[g][h][i] (3 delen, 1825)
- Ivanhoe (1819). Vertaald als: Ivanhoe, of De terugkomst der kruisvaarders[j][k][l] (3 delen, 1824)
- The Monastry (1820)
- Kenilworth (1821). Vertaald als: Het kasteel Kenilworth[m][n][o] (3 delen, 1825)
- The Pirate (1822). Vertaald als: De zeeroover[p][q][r] (3 delen, 1825)
- The Fortunes of Nigel (1822). Vertaald als: Lord Nigel, of de Schot in Londen[s][t] (1833)
- Peveril of the Peak (1823). Vertaald als: Ridder Peveril van den bergtop[u] (4 delen, 1825-1827)
- Quentin Durward (1823). Vertaald als: Quentin Durward, of De Schot aan het hof van Lodewijk XI[v][w] (1824)
- St. Ronan's Well (1824). Vertaald als: St. Ronan's-bron[x][y] (3 delen, 1825)
- Redgauntlet (1824). Vertaald als: Redgauntlet[z][aa][ab] (3 delen, 1825)
- Tales of the Crusaders, bestaande uit The Betrothed (1825) (Vertaald als: Vertellingen van de kruisvaarders. De verloofde.[ac]) en The Talisman (1825) (Vertaald als: De talisman, of Richard Leeuwenhart in Palestina.[ad][ae] 2 delen, 1826-1827)
- Woodstock (1826). Vertaald als: Woodstock. geschiedkundig tafereel uit de tijden van Cromwell[af][ag] (1831)
- Chronicles of the Canongate (Vertaald als: Kronijken van de Kanoniks-poort[ah] (1828), 2e serie: The Fair Maid of Perth (1828)
- Anne of Geierstein (1829). Vertaald als: Anna van Geyerstein, of Het meisje van den nevel[ai] (3 delen, 1830-1834)
- Count Robert of Paris (1832). Vertaald als: Graaf Robert van Parijs[aj][ak] (2 delen, 1832)

#### Tales of My Landlord
- 1e serie: The Black Dwarf (Vertaald als: De zwarte dwerg. Een Schotsch verhaal uit de tijden van den pretendent (1701-1715)[al] (1817). 1824) en Old Mortality (1816)
- 2e serie: The Heart of Midlothian (1818)
- 3e serie: The Bride of Lammermoor. Vertaald als: De bruid van Lammermoor[am][an] en A Legend of Montrose (1819). Vertaald als: Montrose[ao] (1825)
- 4e serie: Count Robert of Paris en Castle Dangerous (1832)

#### Benedictijnse verhalen
- The Monastery (1820)
- The Abbot (1820). Vertaald als: De abt. Een tafereel uit den tijd van Maria Stuart[ap][aq] (2 delen, 1834)

#### Poëzie
- The Minstrelsy of the Scottish Border (1802–1803)
- The Lay of the Last Minstrel (1805). Vertaald als: Het lied van den laatsten meistreel. Een gedicht[ar] (1840)
- Ballads and Lyrical Pieces (1806)
- Marmion (1808), daarin Young Lochinvar
- The Lady of the Lake (1810)
- The Vision of Don Roderick (1811)
- The Bridal of Triermain (1813)
- Rokeby (1813)
- The Field of Waterloo (1815)
- The Lord of the Isles (1815)
- Harold the Dauntless (1817)
- Poetical works complete in one volume (1826)
- Bonnie Dundee (1830)
- Patriotism
- This Is My Own, My Native Land
- The Lion of Scotland

#### Korte verhalen
- Chronicles of the Canongate (vertaald als: Kronijken van de Kanoniks-poort.[as] 2 delen, 1828), 1e serie (1827) – drie korte verhalen: The Highland Widow, The Two Drovers en The Surgeon's Daughter
- The Keepsake Stories (1828) – drie korte verhalen: My Aunt Margaret's Mirror, The Tapestried Chamber en Death Of The Laird's Jock

#### Overig
- The Chase (vertaler) (1796)
- Goetz of Berlichingen, with the iron hand. A tragedy, from the German of Goethe (vertaler) (1799)
- Paul's Letters to his Kinsfolk (1816). Vertaald als: Pauls brieven, in 1815, van de velden van Waterloo en Quatre Bras tot Parijs, geschreven aan zijne vrienden.[at] (1817)
- Provincial Antiquities of Scotland (1819–1826)
- Lives of the Novelists (1821–1824). Vertaald als: Levens van de romanschrijvers[au] (1826)
- Halidon Hill (1822)
- The Letters of Malachi Malagrowther (1826)
- The Life of Napoleon Buonaparte (1827-1828). Vertaald als: Het leven van Napoleon Buonaparte, keizer der Franschen, voorafgegaan van eene schets der Fransche omwenteling[av][aw][ax][ay][az][ba][bb][bc][bd][be] (9 delen in 10 banden, 1827-1828)
- Religious Discourses (1828). Vertaald als: Godsdienstige redevoeringen[bf] (1828)
- Saint Valentine's day, or The fair maid of Perth (1828). Vertaald als: St. Valentijns dag, of Het schoone meisje van Perth[bg][bh] (1828)
- Tales of a Grandfather, 1st series (1828)
- History of Scotland, 2 vols. (1829–1830). Vertaald als: Keur van gedenkwaardige tafereelen uit de geschiedenis van Schotland[bi][bj] (1732-1834)
- Tales of a Grandfather, 2nd series (1829)
- The Doom of Devorgoil (1830)
- Wild Deception (1830)
- Essays on Ballad Poetry (1830)
- Tales of a Grandfather, 3rd series (1830)
- Letters on Demonology and Witchcraft (1830). Vertaald als: Blikken in het gebied der geesten en geestenzieners[bk] (1836)
- The Bishop of Tyre
- Exposition of the Revelation of Jesus Christ (z.j.)